# 大峽谷
大峡谷（霍皮語：Ongtupqa）位於美国亞利桑那州西北部，是科羅拉多河經過數百萬年以上的冲蚀而形成，色彩斑斓，峭壁险峻。1979年大峡谷被列入世界遺產。在许多非权威版本的世界八大自然奇观列表上都有大峡谷的名字。目前由美國大峽谷國家公園管理。
大峽谷总长446公里，平均深度有1200公尺，寬度从0.5公里至29公里不等。科罗拉多高原抬升时，科罗拉多河及其支流切割层层沉积岩，由此形成了大峡谷。将近20亿年来的地质变迁史一览无余。
1540年，一个名叫加西亚·洛佩兹·德·卡德纳斯（García López de Cárdenas）的西班牙人最先发现了大峡谷。19世纪70年代，美国陆军少校约翰·威斯利·鲍威尔率领第一支科学考察队前往大峡谷。鲍威尔将谷中的沉积岩层形容为“一本巨型小说中的书页”。然而，此前已有美洲印第安人在峡谷壁上定居了。

## 地理环境

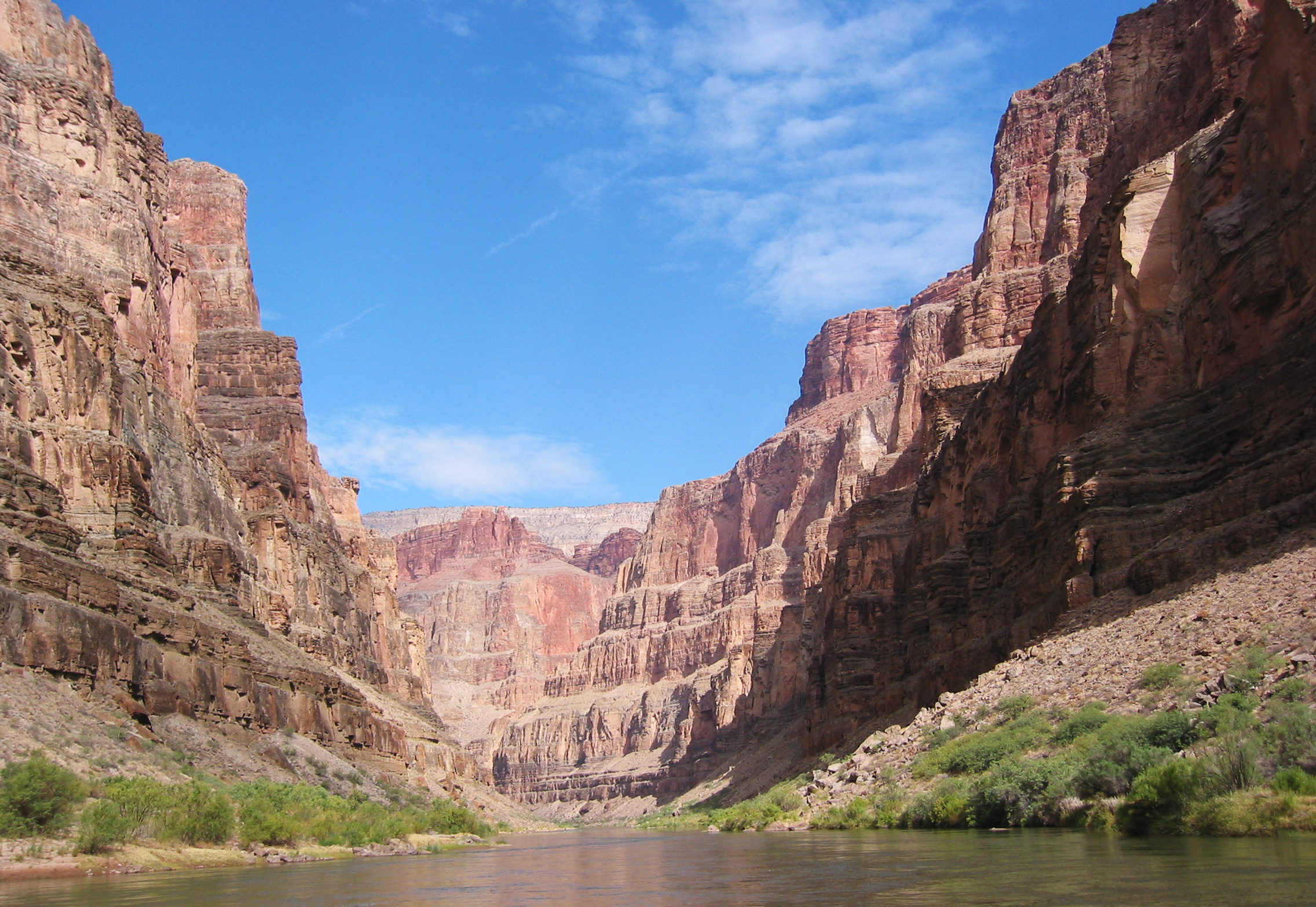
从科羅拉多河面看大峡谷

大峡谷最深处約1900公尺。从李氏渡口（Lee's Ferry）至汉斯险滩（Hance Rapid），峡谷平缓倾斜，岩层显露无遗。从谷底至顶部沿壁露出从前寒武纪到新生代各期的系列岩系，水平层次清晰，岩层色调各异，并含有各地质时期代表性的生物化石。峡谷终止于格兰德瓦什崖（Grand Wash Fault）。
在由板块活动引起的造山运动以及地壳隆起的共同作用下，沉积岩被抬高上千英尺，从而形成了科罗拉多高原。海拔的升高也导致了科罗拉多河流域降雨量的增加，但并未足以改变大峡谷地区半干旱的气候。随后的山体滑坡及其它块体移动又造成了向源侵蚀与河流袭夺，种种的这些都倾向于加深、扩展干旱环境中的峡谷。
地壳隆起并不均匀，这就导致大峡谷的北岸比南岸高出三百多米，并且科罗拉多河与南岸更靠近些。北岸高地降水量相对较高，其几乎所有径流都流向大峡谷中；而南岸高地的径流则顺着地势向着背离峡谷的方向流去。这就加剧了峡谷的侵蚀，使科罗拉多河北岸的峡谷及其分支更快地拓宽。

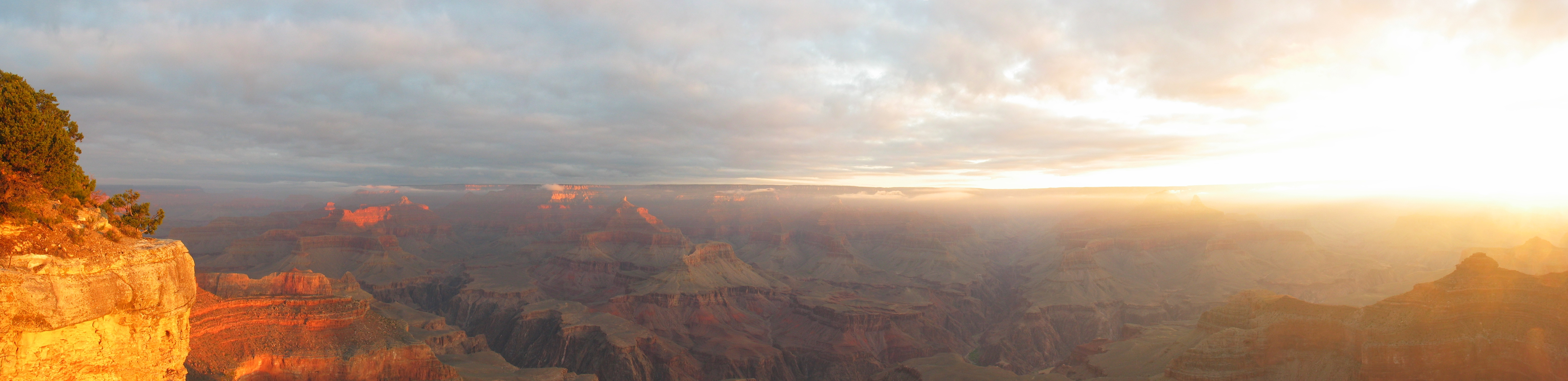
大峡谷的日出

由于海拔差异，峡谷北岸的气温相对低于南岸。冬季，该地区常有大量降雪。从北岸观望，峡谷的扩张较为明显。
大峡谷的边缘是一片森林，越往峡谷中走温度就越高，到峡谷底端则近似荒漠地带，因此大峡谷中包含了从森林到荒漠的一系列生态环境。国家公园內的植物多達1500種以上、並有355種雀鳥、89種哺乳類動物、47種爬蟲動物、9種兩棲類動物、17種魚類生活其中。第26任美国总统西奥多·罗斯福也是大峡谷的众多热爱者之一，他多次在此猎捕美洲狮或是欣赏风景。

## 地质变迁
大峡谷之所以如此之深、其岩层（大部分在海平面以下形成）如此高耸，可能要归功于大约6500万年以前科罗拉多高原将近1500至3000米的抬高。这一抬高使科罗拉多河及其支流的倾斜度大大增加，从而加快了其流速、增强了其下切岩石的能力。
科罗拉多河盆地（大峡谷是它的一部分）已有4000万年历史，但大峡谷本身的历史或许还不到600万年（大部分侵蚀是在最近200万年内才发生的）。所有这些侵蚀的结果就是——造就了地球上最完全的地质宝库之一。
在冰河时期，相对较潮湿的气候使古科罗拉多河水系的总水量有所增加，从而加快了其下切河道的速度。
530万年前，加利福尼亚湾（Gulf of California）被打开，使得古科罗拉多河河床位置降低。这一变化直接导致下切侵蚀比例的增加。从那时起至120万年前，古科罗拉多河下切到了与现在相差无几的深度。如今呈阶梯状的岩壁是由差别侵蚀造成的。

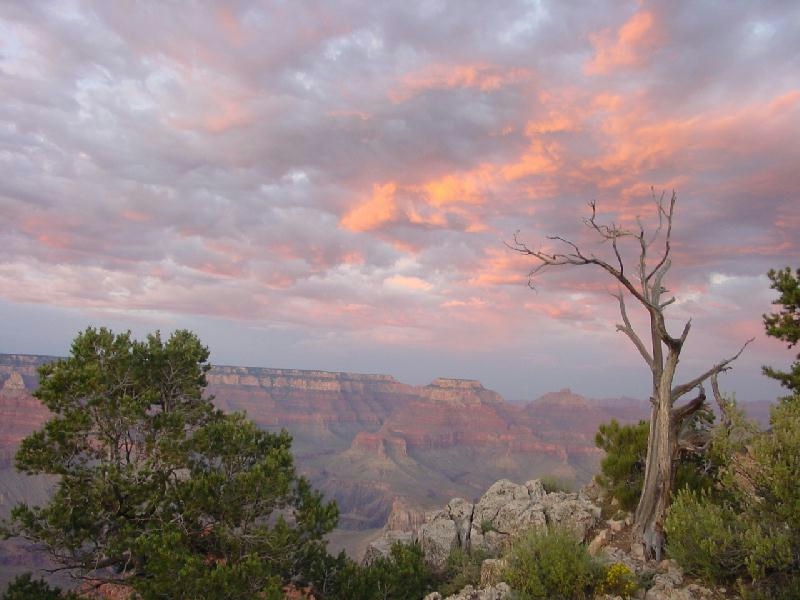
大峡谷

100万年前，该地区的火山活动（大多数在峡谷的西部区域附近）产生了大量火山灰与熔岩（甚至曾将河道完全阻塞），随后沉积形成火山岩——这是峡谷中的最为年轻的岩石。

## 对峡谷的探索

### 古普韦布洛人
- 杰出的篮子编织者
- 又名：普韦布洛-阿纳萨兹人
- 古普韦布洛人在大峡谷的居住地
  - 南科维峡谷（Nankoweap Canyon）
  - 乌卡三角洲（Unkar Delta）
  - 光明天使遗址（Bright Angel Site）

### 其他古文明
- 科赫尼那人（The Cohonina）
- 西纳瓜人（The Sinagua）
- 派族人（The Pai），意为：“人们”
- 霍拉人（The Hualapai），意为：“种松树的人”
- 哈瓦苏人（The Havasupai），意为：“绿洲的人”
- 派尤特人（The Paiutes），意为：“水中的人”
- 迪内人（The Dineh），意为：“人们”

### 西班牙探险家

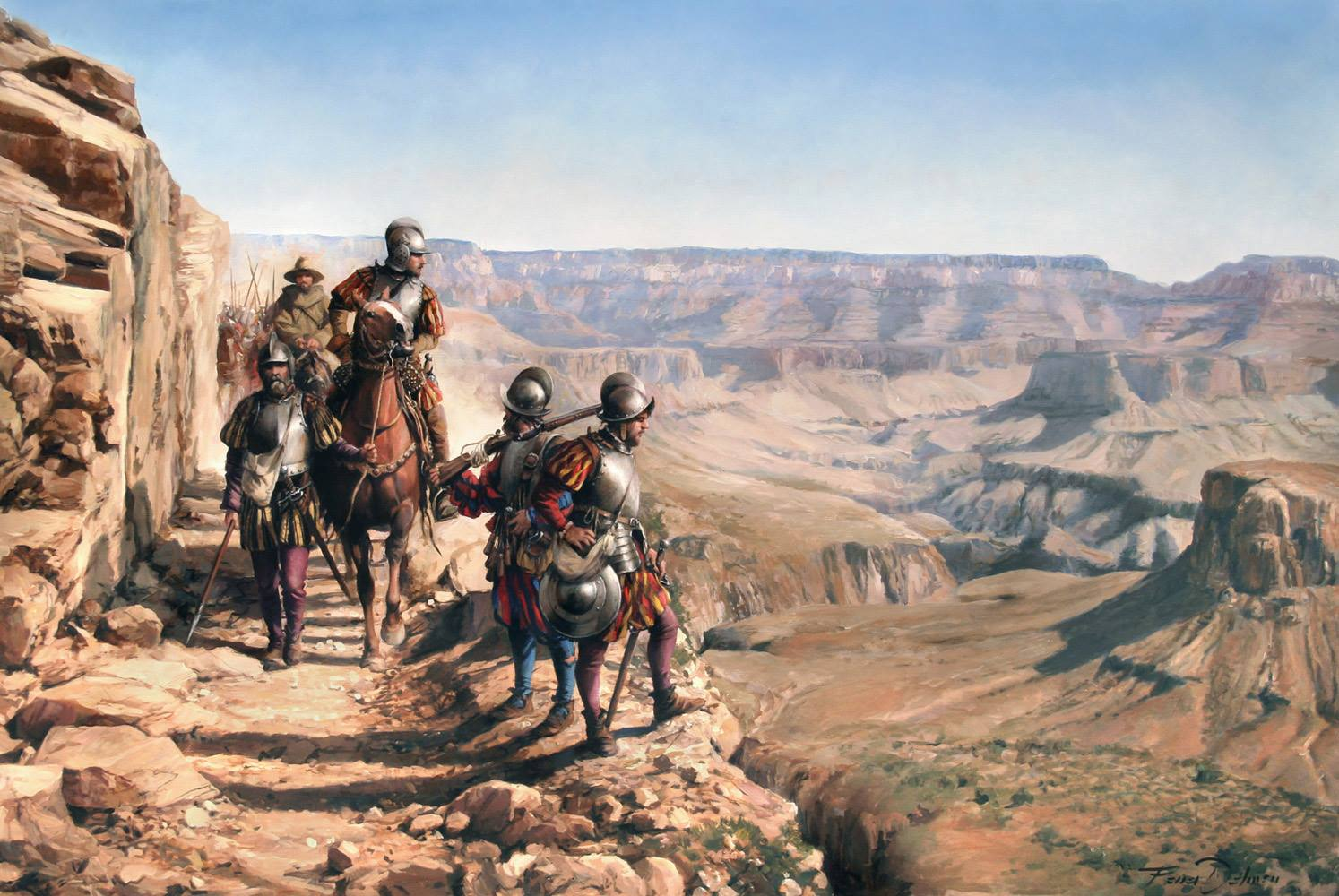
弗朗西斯科·瓦斯科·德·科洛纳发现大峡谷

公元1540年9月，西班牙征服者弗朗西斯科·瓦斯科·德·科洛纳多下令寻找传说中的希波拉七城市。于是，船长加西亚·洛佩兹·德·卡迪纳斯带着一小队西班牙士兵和几位霍皮族向导，到达了位于沙漠观景点（Desert View）与莫连峰（Moran Point）之间的大峡谷南岸地区。士兵帕布罗·德·梅格罗萨（Pablo de Melgrossa）、胡安·加勒拉斯（Juan Galeras）与另一个士兵向谷底走了大约三分之一的路程，但因缺水而不得不返回。当时的霍皮族向导应该是知道前往谷底的捷径的，所以一般认为他们很可能不愿意带西班牙人去。此后的两百多年间，再也没有其他欧洲人拜访过大峡谷了。
直至1776年，才又有两位西班牙牧师再度来到大峡谷——弗朗西斯科·阿达纳修·多明戈（Francisco Atanasio Dominguez）神父与西尔维斯特·维勒兹·德·埃斯卡兰特（Silvestre Velez de Escalante）神父。他们当时正率一小组西班牙士兵在犹他州南部搜寻连接聖塔菲与加利福尼亚的捷径，途经从格伦峡谷至大理石峡谷的大峡谷北岸。

### 美国探险家

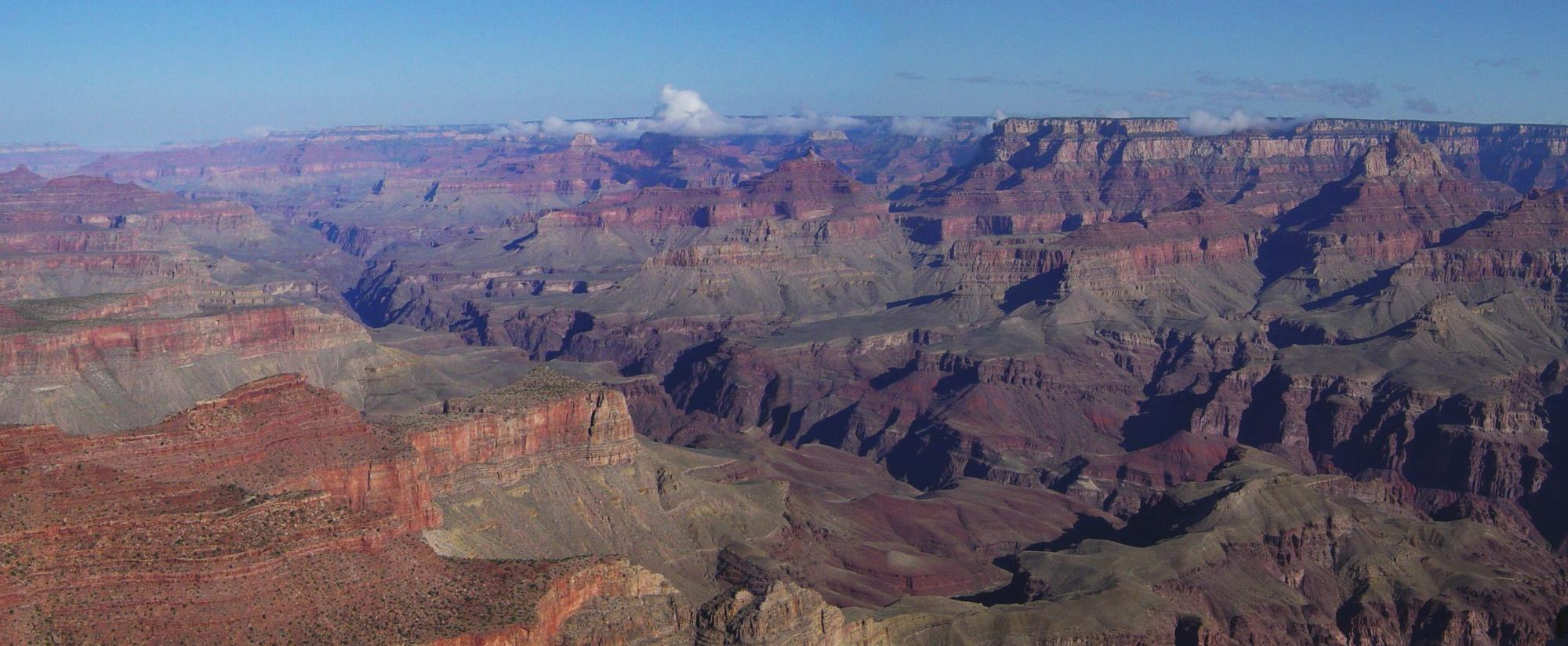
大峡谷

1826年，詹姆斯·俄亥俄·帕提（James Ohio Pattie）带领着一队美国猎人与当地人前往该地，但罕有文件记载此事。帕提可能是自西班牙牧师之后再度拜访大峡谷的第一个欧洲人。
19世纪中叶，一个摩门教传教士雅各·汉布林（Jacob Hamblin）被其教会派往大峡谷地区探寻横渡科罗拉多河的合适地点。他与当地土著人及白人定居者相处和睦，于是在1858年发现了李氏渡口及皮尔斯渡口（Pierce Ferry，后由哈里森·皮尔斯（Harrison Pierce）经营并命名）——这是大峡谷沿岸仅有的两个可作为渡口的地点。

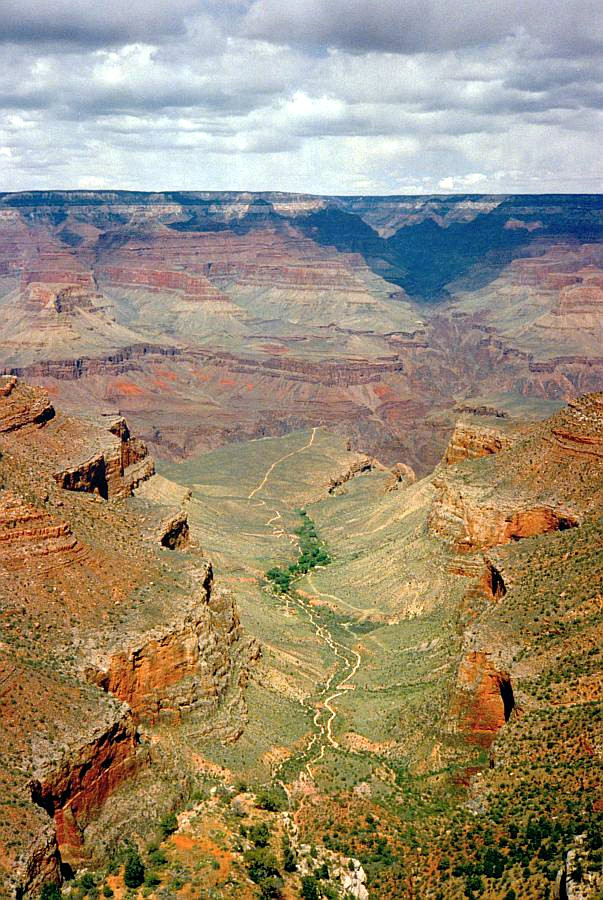
俯视大峡谷

1857年，美国陆军部派遣了一支由陆军中尉约瑟夫·艾夫斯（Joseph Ives）领导的探险队前往大峡谷，评估从加利福尼亚湾逆流而上的可行性。经历了两个月560公里的艰难航行，艾夫斯一行最终乘坐“探险家号”汽船抵达了黑峡谷（Black Canyon）。之后“探险家号”撞上了岩石，因而被遗弃。艾夫斯又带领他的队伍向东进发，成为了第一批进入钻石溪（Diamond Creek）流域并沿大峡谷南岸东行的欧洲人。
- 约翰·韦斯莱·鲍威尔河流探险队
- 布朗-斯坦顿（Brown-Stanton）河流探险队
- 其他探险队

### 沿岸定居者
- 采矿者

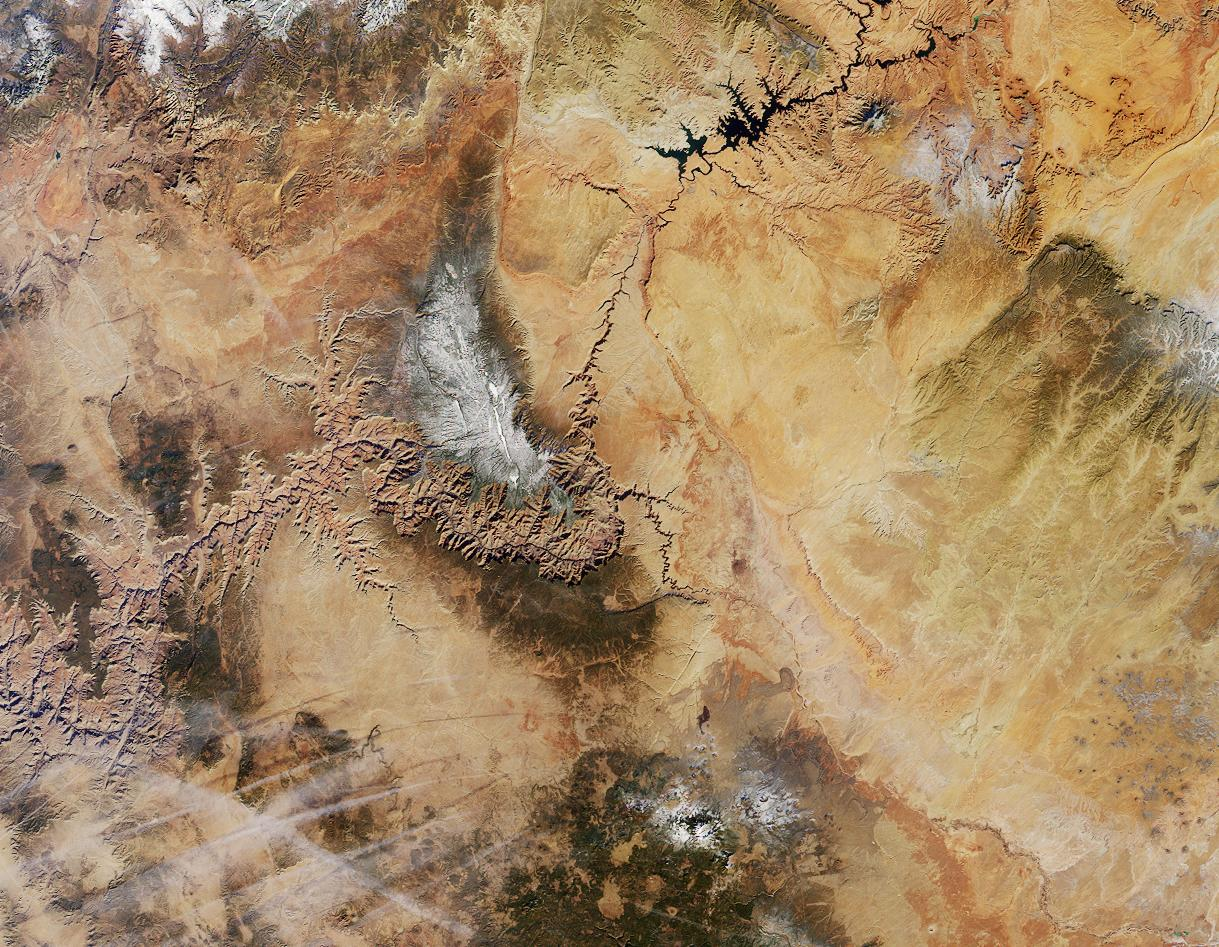
来自NASA的大峡谷卫星图

  - “船长”约翰·汉斯（"Captain" John Hance）
  - 威廉·W·巴斯（William W. Bass）
  - “隐士”路易斯·布切（Louis Boucher "The Hermit"）
  - 塞斯·坦纳（Seth Tanner）
  - 查尔斯·斯宾塞（Charles Spencer）
  - D·W·“詹姆斯”·穆尼（D. W. "James" Mooney）
- 李氏渡口的定居者
  - 约翰·道尔·李（John Doyle Lee）
  - 爱玛·李（Emma Lee，约翰·李19个妻子中的第17任）
  - J·S·埃米特（J. S. Emmett）
  - 查尔斯·斯宾塞
- 幻影农庄（Phantom Ranch）的定居者
  - 大卫·鲁斯特（David Rust）
  - 玛丽·科尔特（Mary Colter）
- 大峡谷村（Grand Canyon Village）
  - 拉尔夫·卡梅隆（Ralph Cameron）
- 联邦政府的保护措施

联邦政府的国家公园管理者们面临着许多挑战，其中包括：新近引入的高度濒危物种——加利福尼亚秃鹫、空中飞越大峡谷这一旅游项目的噪音级别、与公园周边保留土著部落的水源所有权争端、森林大火的防范与应对，等等。大峡谷国家公园目前的主管是乔·阿尔斯顿先生（Joe Alston），他先前是格伦峡谷旅游区的主管。（格伦峡谷在大峡谷东北部，位于亚利桑那州与犹他州的边界上。）

## 近代历史

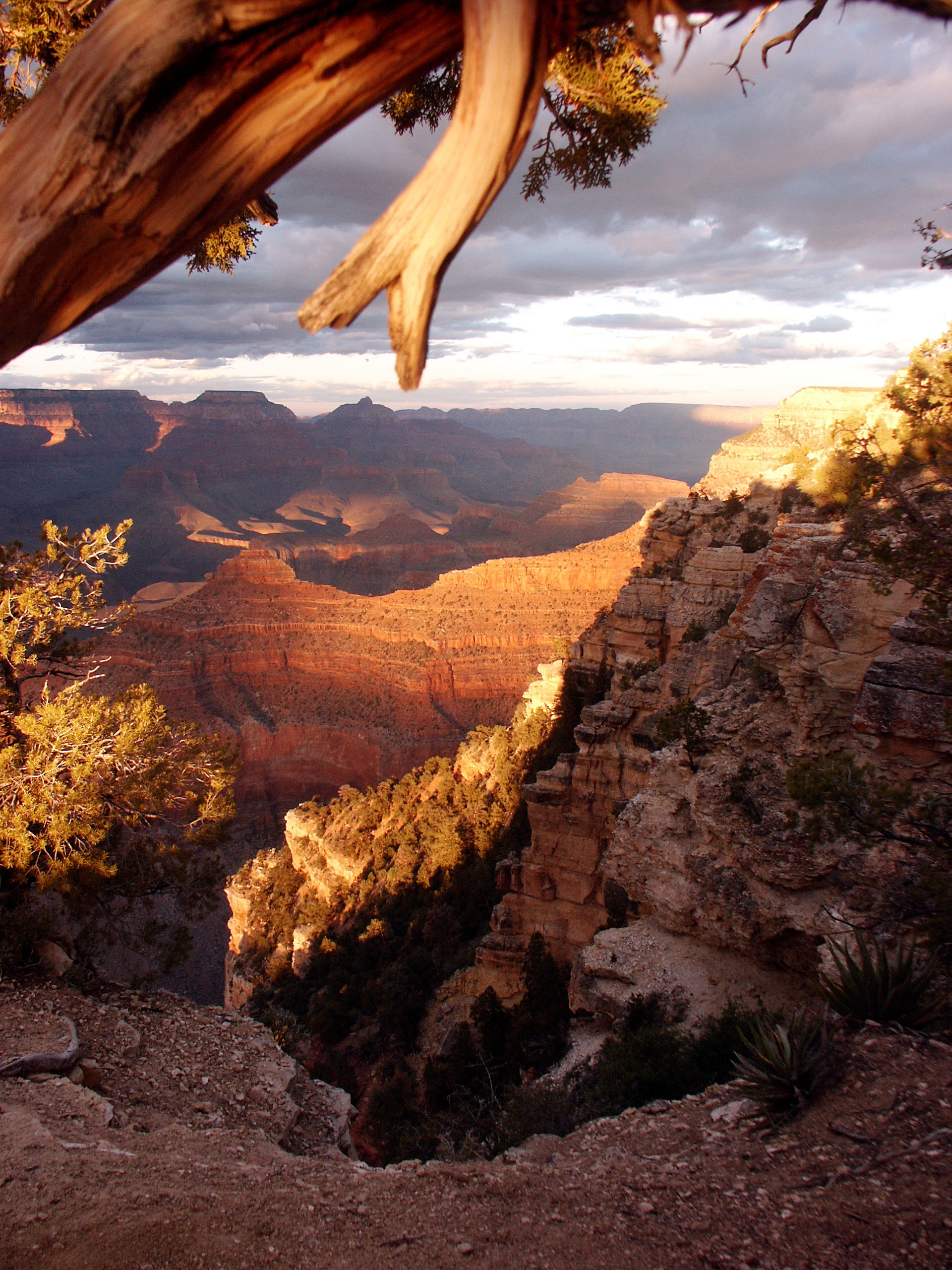
从南侧看大峡谷

1956年，大峡谷地区发生了一起当时美国商业飞行史上最严重的空難。6月30日早晨，一架美国环球航空公司（TWA）的“洛克希德超级星座”（Lockheed Super Constellation）客机与一架美国联合航空公司的“道格拉斯DC-7”（Douglas DC-7）客机在相差不到3分钟的时间里先后从洛杉矶国际机场（Los Angeles International Airport）起飞向东部飞行。大约90分钟后，两架客机在位于监控区外的大峡谷上空相撞，残骸均落在峡谷东部地区，靠近科罗拉多河与小科罗拉多河的汇流处。在事故中丧生的乘客达128人，两架飞机的机组人员全部遇难。

## 旅游活动
除了峡谷南岸（平均海拔超过2134公尺）的休闲观光游外，皮筏漂流与徒步旅行也尤其受欢迎。而徒步旅行、骑骡旅行与沿河而下的皮筏漂流皆可到达谷底。然而，考虑到行程距离、技术要求以及由谷底高温引起的中暑危险，官方极为不赞成一天内上下往返。即使是沿岸的徒步旅行也必须十分谨慎，相隔不远便设有一块警示牌。
天空步道（Skywalk）距谷底1200公尺，約為世界第八高樓台北101的2倍餘。入場費25美元，為安全起見，每次只准120人進入。在2007年3月20日啟用，由美國太空人艾德林主持開幕。